# 쿠르쿠리스
쿠르쿠리스(Curcuris, 사르데냐어: Crucùris)는 이탈리아의 사르데냐 주 오리스타노도에 있는 코무네이다. 칼리아리에서 북서쪽으로 약 60 킬로미터 (37 mi), 오리스타노에서 남동쪽으로 약 25 킬로미터 (16 mi) 떨어져 있다.
쿠르쿠리스는 다음 지자체와 접해 있다: 알레스, 곤노스노, 모르곤조리, 폼푸, 시말라.